# Gung Ho (album)
Gung Ho è l'ottavo album in studio della cantautrice statunitense Patti Smith, pubblicato il 21 marzo 2000 dalla Arista Records.

## Accoglienza
| Recensione           | Giudizio |
| -------------------- | -------- |
| AllMusic             |          |
| Entertainment Weekly | A        |
| NME                  |          |
| Pitchfork            | 4,6/10   |
| Rolling Stone        |          |

Gung Ho ha ottenuto recensioni positive da parte dei critici musicali. Su Metacritic, sito che assegna un punteggio normalizzato su 100 in base a critiche selezionate, l'album ha ottenuto un punteggio medio di 73 basato su sedici recensioni.

## Tracce
1. One Voice – 4:46 (Patti Smith, Jay Dee Daugherty)
2. Lo and Beholden – 4:45 (Lenny Kaye, Patti Smith)
3. Boy Cried Wolf – 4:54 (Patti Smith)
4. Persuasion – 4:36 (Patti Smith, Fred Sonic Smith)
5. Gone Pie – 4:06 (Patti Smith, Tony Shanahan)
6. China Bird – 4:08 (Oliver Ray, Patti Smith)
7. Glitter in Their Eyes – 3:00 (Oliver Ray, Patti Smith)
8. Strange Messengers – 8:06 (Lenny Kaye, Patti Smith)
9. Grateful – 4:34 (Patti Smith)
10. Upright Come – 3:00 (Oliver Ray, Patti Smith)
11. New Party – 4:33 (Patti Smith, Tony Shanahan)
12. Libbie's Song – 3:28 (Patti Smith)
13. Gung Ho – 11:45 (Jay Dee Daugherty, Lenny Kaye, Oliver Ray, Patti Smith, Tony Shanahan)

## Formazione
- Patti Smith - Voce, Chitarra
- Lenny Kaye - Chitarra
- Jay Dee Daugherty - Batteria
- Tony Shanahan - Basso, Tastiere
- Oliver Ray - Chitarra

## Classifiche
| Classifica (2000) | Posizione massima |
| ----------------- | ----------------- |
| Germania          | 67                |
| Stati Uniti       | 178               |
| Svizzera          | 94                |